# زنان در مجلس نمایندگان ایالات متحده
زنان از زمان ورود ژانت رانکین از مونتانا، عضو حزب جمهوری‌خواه، در مجلس نمایندگان ایالات متحده آمریکا خدمت کرده‌اند. در مجموع، ۳۴۵ زن به عنوان نماینده ایالات متحده و هفت زن دیگر به عنوان نمایندگان بدون حق رأی مجلس نمایندگان ایالات متحده آمریکا شرکت کرده‌اند. از تاریخ ۱۶ مارس ۲۰۲۱، ۱۱۷ زن در مجلس نمایندگان ایالات متحده وجود دارد (بدون در نظر گرفتن چهار نماینده زن که رأی نمی‌دهند)، که زنان ۲۶٫۸٪ از کل نمایندگان ایالات متحده را تشکیل می‌دهد. از ۳۵۲ زنی که در مجلس خدمت کرده‌اند، ۲۳۱ نفر دموکرات بوده‌اند (از جمله چهار نفر از قلمروهای ایالات متحده یا منطقه کلمبیا) و ۱۲۱ نفر نیز جمهوریخواه بوده‌اند (از جمله سه نفر از قلمروهای ایالات متحده، از جمله هاوایی قبل از دولت) یک زن در بالاترین سمت مجلس، نانسی پلوسی، رئیس مجلس نمایندگان ایالات متحده آمریکا از کالیفرنیا، عضو حزب دموکرات ایالات متحده آمریکا، خدمت کرده‌است.
زنان از ۴۶ ایالت از ۵۰ ایالت به مجلس نمایندگان انتخاب شده‌اند. ایالت‌هایی که زنی را به مجلس نمایندگان انتخاب نکرده‌اند آلاسکا، می‌سی‌سی‌پی، داکوتای شمالی و ورمونت هستند - هر چند آلاسکا، می‌سی‌سی‌پی و داکوتای شمالی زنان را به عنوان نماینده سنای ایالات متحده انتخاب کرده‌اند. همچنین زنان از ۵ قلمرو از ۶ قلمرو ایالات متحده به کنگره اعزام شده‌اند. تنها سرزمینی که زنی را به مجلس نمایندگان نفرستاده جزایر ماریانای شمالی است. کالیفرنیا بیش از هر ایالت دیگر زنان را به کنگره انتخاب کرده‌است، از سال ۱۹۲۳ ۴۴ نماینده ایالات متحده انتخاب شده‌است. تا به امروز، هیچ زنی که سابقه خدمت در مجلس را داشته باشد قبلاً سناتور نبوده‌است، به عنوان نماینده بیش از یک ایالت در غیر متوالی انتخاب شده‌است. انتخابات، تغییر احزاب، یا به عنوان یک عضو حزب سوم در حرفه خود خدمت کرد، اگرچه یکی دوباره به عنوان مستقل انتخاب شد.